# Villars-Bramard
Pour les articles homonymes, voir Villars et Bramard.
Villars-Bramard est une localité et une ancienne commune suisse du canton de Vaud, située dans la commune de Valbroye et le district de la Broye-Vully.

## Histoire
Villars-Bramard fut mentionné en 1155 sous le nom de Vilar Bermart. Plusieurs tumulus furent découverts dans la forêt de Farzin et un établissement romain au lieu-dit En Gravegny était utilisé comme carrière de pierre au XVIIIe siècle. Au Moyen Âge, Villars-Bramard dépendait de l'évêque de Lausanne et faisait partie de la châtellenie de Villarzel. En 1215, l'abbaye d'Hauterive possédait la dîme de froment et d'avoine reçue d'Othon de Dompierre, droits qui furent confirmés par une bulle papale de 1356. Les Villarzel détenaient également des biens à Villars-Bramard. Le village fut rattaché au bailliage bernois de Moudon (1536-1798), puis au district de Payerne (1798-2006).
Des bornes de 1727 marquent encore la limite avec le canton de Fribourg. La chapelle Saint-Jean-Baptiste, attestée en 1453, relevait de la paroisse de Dompierre (Vaud). Une carrière de molasse, exploitée jusqu'en 1945, fut convertie en réserve naturelle dans les années 1960. Le village est resté agricole.
Lors des référendums du 15 juin 2010, les communes de Cerniaz, Combremont-le-Grand, Combremont-le-Petit, Granges-près-Marnand, Marnand, Sassel, Seigneux et Villars-Bramard ont validé une fusion pour former une nouvelle commune Valbroye qui a vu le jour au 1er juillet 2011.
son altitude est de 703 à 755 mètres

## Démographie
Villars-Bramard compte 75 habitants en 1764, 192 en 1850, 172 en 1900, 127 en 1950 et 118 en 2000.